# 屈氏綠鸚嘴魚
屈氏綠鸚嘴魚，為輻鰭魚綱鱸形目隆頭魚亞目鸚哥魚科的其中一種，分布於印度西太平洋區，包括印尼、菲律賓、泰國等海域，棲息深度5-25公尺，體長可達34.6公分，棲息在水淺的藻礁區，以藻類為食。